# Hover Champs - Spin & Go
Hover Champs - Spin & Go è una serie animata cinese del 2011 prodotta da Alpha Culture Ltd. In Italia è andata in onda su Super! dal 3 settembre 2012.

## Trama
Matthew è un simpatico e generoso bambino dal cuore d'oro appassionato di elicotteri radiocomandati. Ama sempre vincere le sfide insieme a Zoe, Tim, Tommy, Calvin e James.

## Personaggi
- Matthew: doppiato da Ruggero Andreozzi
- Zoe: doppiata da Patrizia Mottola
- Tim: doppiato da Renato Novara
- Tommy: doppiato da Simone Lupinacci
- Calvin: doppiato da Stefano Pozzi
- James: doppiato da Massimo Di Benedetto
- Albert: doppiato da Davide Garbolino
- Sean: doppiato da Luca Bottale

## Sigla
La sigla italiana Hover Champs è cantata da Giorgio Vanni ed è unicamente inclusa nell'album Super Hits - Il meglio del meglio del meglio del 2014.